# Ferrari SF1000
Chronologie des modèles (2020)
Ferrari SF90 Ferrari SF21
La Ferrari SF1000 est la monoplace de Formule 1 engagée par la Scuderia Ferrari dans le cadre du championnat du monde de Formule 1 2020. Elle est pilotée par l'Allemand Sebastian Vettel et le Monégasque Charles Leclerc. Son nom vient du fait que la Scuderia Ferrari disputera son 1000e Grand Prix de Formule 1 lors de la neuvième manche du championnat 2020. 
Conçue sous la direction de l'ingénieur italien et patron de l'écurie, Mattia Binotto, la SF1000 est présentée le 11 février 2020 au théâtre Romollo Valli de Reggio d'Émilie.

## Création de la monoplace
Conçue sous la direction de l'ingénieur italien et patron de l'écurie, Mattia Binotto, la SF1000 est présentée le 11 février 2020 au théâtre Romollo Valli de Reggio d'Émilie.
La Ferrari SF1000 est essentiellement peinte en rouge mat avec quelques éléments en gris.

## Résultats en championnat du monde de Formule 1

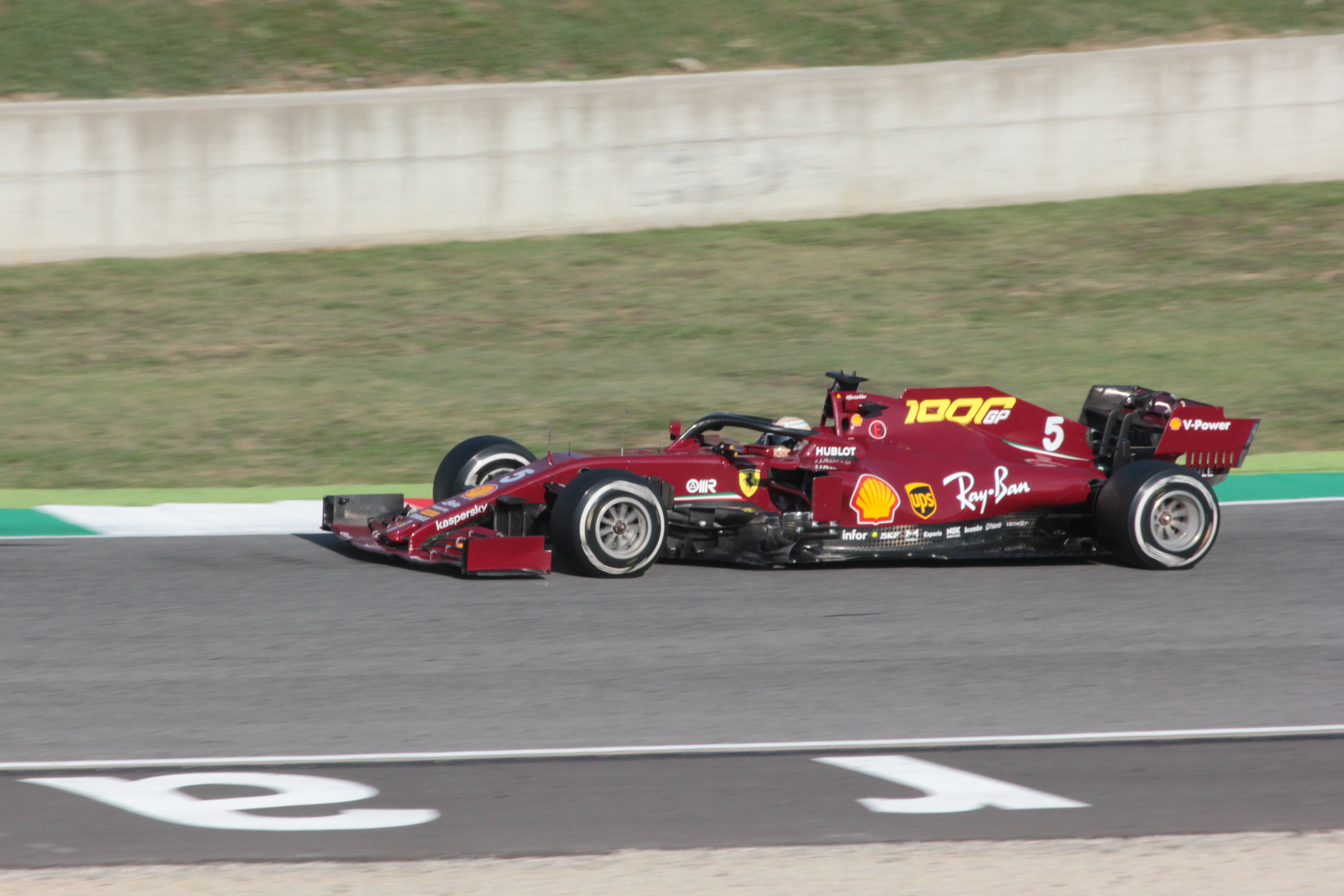
La livrée spéciale des Ferrari pour leur millième Grand Prix.

| Saison | Écurie                          | Moteur                                 | Pneus   | Pilotes          | Courses | Courses | Courses | Courses | Courses | Courses | Courses | Courses | Courses | Courses | Courses | Courses | Courses | Courses | Courses | Courses | Courses | Points inscrits | Classement |
| Saison | Écurie                          | Moteur                                 | Pneus   | Pilotes          | 1       | 2       | 3       | 4       | 5       | 6       | 7       | 8       | 9       | 10      | 11      | 12      | 13      | 14      | 15      | 16      | 17      | Points inscrits | Classement |
| ------ | ------------------------------- | -------------------------------------- | ------- | ---------------- | ------- | ------- | ------- | ------- | ------- | ------- | ------- | ------- | ------- | ------- | ------- | ------- | ------- | ------- | ------- | ------- | ------- | --------------- | ---------- |
| 2020   | Scuderia Ferrari Mission Winnow | Ferrari V6 turbo hybride Type 065 1.6L | Pirelli |                  | AUT     | STY     | HON     | GBR     | 70e     | ESP     | BEL     | ITA     | TOS     | RUS     | EIF     | POR     | E-R     | TUR     | BAH     | SAK     | ABU     | 131             | 6e         |
| 2020   | Scuderia Ferrari Mission Winnow | Ferrari V6 turbo hybride Type 065 1.6L | Pirelli | Sebastian Vettel | 10e     | Abd.    | 6e      | 10e     | 12e     | 7e      | 13e     | Abd.    | 10e     | 13e     | 11e     | 10e     | 12e     | 3e      | 13e     | 12e     | 14e     | 131             | 6e         |
| 2020   | Scuderia Ferrari Mission Winnow | Ferrari V6 turbo hybride Type 065 1.6L | Pirelli | Charles Leclerc  | 2e      | Abd.    | 11e     | 3e      | 4e      | Abd.    | 14e     | Abd.    | 8e      | 6e      | 7e      | 4e      | 5e      | 4e      | 10e     | Abd.    | 13e     | 131             | 6e         |

Légende : ici 